# Cmentarz muzułmański w Kruszynianach
Cmentarz muzułmański w Kruszynianach – cmentarz znajdujący się w Kruszynianach założony w II połowie XVII wieku przez społeczność tatarską.

## Położenie
Cmentarz ma powierzchnię 0,6 ha.
Teren mizaru jest otoczony kamiennym murem. Najstarszy nagrobek o czytelnej inskrypcji pochodzi z 1699 roku, napisy na starszych są zatarte. Znajdują się tu również bogato zdobione kamienne nagrobki z XIX wieku mające formy ostrosłupów, kolumn lub szlifowanych płyt.